# Kunstgewerbemuseum

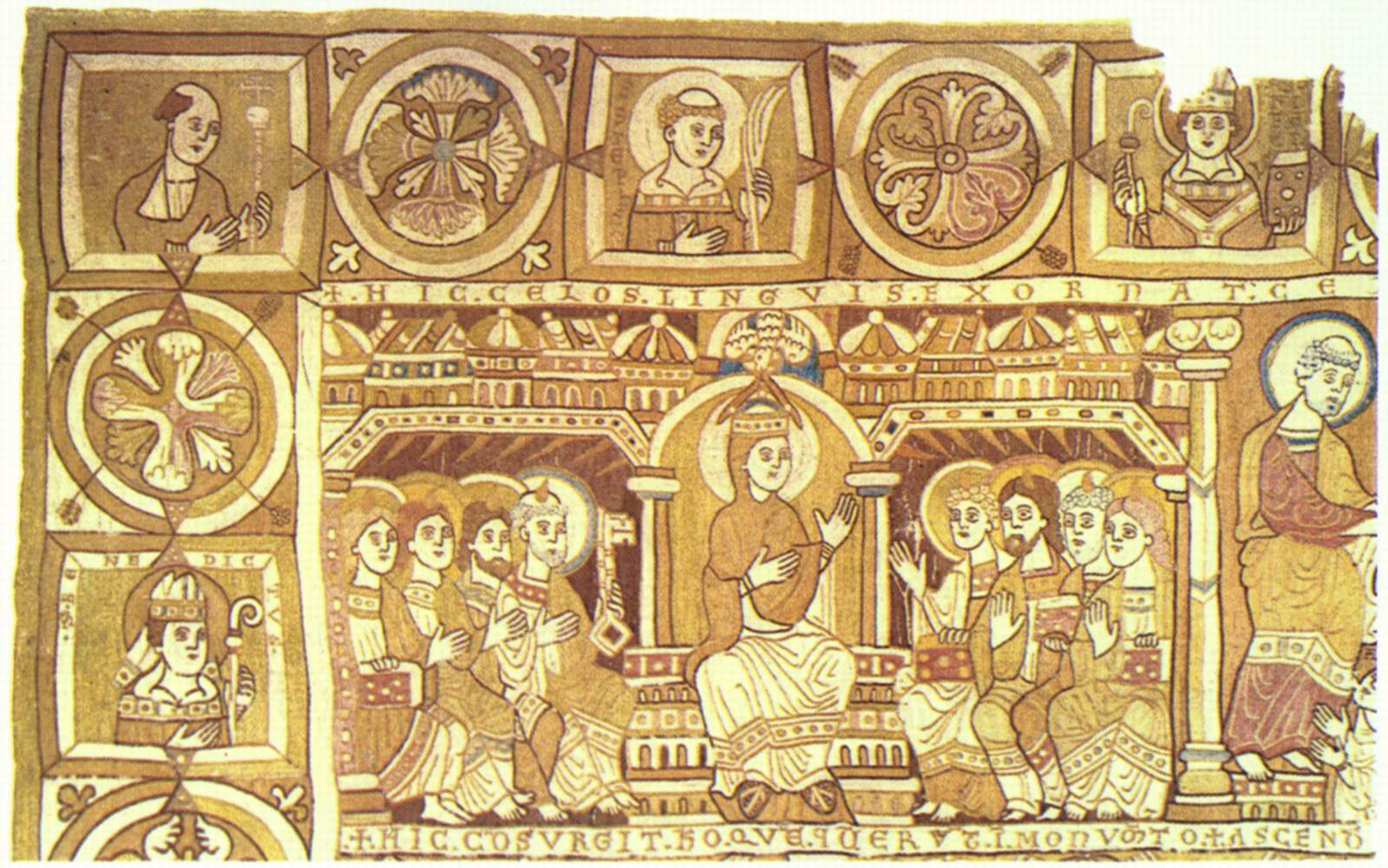
Wandtapijt uit Halberstadt (rond 1170)

Het Kunstgewerbemuseum is een museum voor toegepaste kunst in de Duitse hoofdstad Berlijn.

## Geschiedenis
Het Kunstgewerbemuseum werd in 1868 in Berlijn geopend als het Deutsches-Gewerbe-Museum en toonde het publiek de diverse aankopen die waren gedaan op de Wereldtentoonstelling van 1867 in Parijs. Binnen enkele tientallen jaren had het museum, vooral door het aankoopbeleid, een van de belangrijkste verzamelingen van toegepaste kunst in Europa. In 1881 kreeg het museum een eigen gebouw, de huidige Martin-Gropius-Bau. Reeds in 1921 moest het museum het gebouw weer verlaten en werd een nieuwe huisvesting gevonden in het Berliner Stadtschloss, dat in laatste weken van de Tweede Wereldoorlog
geheel afbrandde.
De herstart van het museum vond zowel plaats in Oost-Berlijn met Slot Köpenick als in West-Berlijn, waar een onderkomen werd gevonden in Slot Charlottenburg. Nieuwbouw in West-Berlijn van architect Rolf Gutbrod gaf het museum in 1985 zijn definitieve vestiging als onderdeel van het Kulturforum.

## Locaties

### Hoofdvestiging
De hoofdvestiging is onderdeel van het Kulturforum Berlin aan de Potsdamerstraße in de wijk Berlin-Tiergarten en maakt onderdeel uit van de Staatliche Museen zu Berlin.
Het museum toont de ontwikkeling van het kunsthandwerk in Europa van de middeleeuwen tot de huidige tijd. Alle stijlperiodes zijn met goud-, zilver-, glas-, emaille- en porseleinwerk vertegenwoordigd. Voorts meubels, tapisserieën, kostuums en zijden stoffen, uit het bezit van hof, adel, kerken, clerus en patriciaat. Het getoonde porselein is voornamelijk afkomstig uit Meißen en van de Königlich Preußische Porzellan Manufaktur Berlin (KPM).
Op de kelderverdieping van het museum wordt aandacht besteed aan de Neue Sammlung met kunsthandwerk en industrieel vervaardigde voorwerpen uit de twintigste eeuw.

### Dependance Slot Köpenick
Een dependance bevindt zich in het barokslot Slot Köpenick in het Berlijnse district Treptow-Köpenick. Deze nevenvestiging is reeds sinds 1963 in gebruik als locatie voor tentoonstellingen en toont werken uit de stijlperiodes:
- Renaissance
- Barok
- Rococo